# Kampenhout
Kampenhout (fr. Campenhout) – miejscowość i gmina (gemeente) w Belgii, w Regionie Flamandzkim, w prowincji Brabancja Flamandzka, w okręgu Halle-Vilvoorde. 1 stycznia 2024 roku liczyła 12 528 mieszkańców.

## Podział administracyjny
W skład gminy wchodzą trzy dzielnice (deelgemeente):
- Berg
- Buken
- Nederokkerzeel